# Gare de Skonseng
La gare de Skonseng est une gare ferroviaire de la Nordlandsbanen située dans la commune de Rana dans le Nordland. 

## Situation ferroviaire
La gare se situe à 512.65 km de Trondheim.

## Service des voyageurs

### Accueil
Il y a un parking près de la gare laquelle n'a pas de salle d'attente mais une aubette sur le quai. La gare n'a ni guichet ni automate. 

### Desserte
La gare est desservie par des trains locaux en direction de Mosjøen et Bodø. 

## Ligne du Nordland
| Origine   | Arrêt précédent | Train | Train         | Train | Arrêt suivant | Destination |
| --------- | --------------- | ----- | ------------- | ----- | ------------- | ----------- |
| Trondheim | Mo i Rana       |       | [Non indiqué] |       | Dunderland    | Bodø        |